# 貝納庫斯湖戰役
贝纳库斯湖战役（Battle of Lake Benacus）是在公元268年或269年初发生在羅馬帝國意大利本土北部加尔达湖沿岸的一場戰役，加尔达湖當時被罗马人称为贝纳库斯湖（Benacus），战斗双方是罗马皇帝克劳狄二世指挥的军队以及日耳曼部落阿勒曼尼人和朱通吉人 。 

## 背景
公元268年，自皇帝馬爾庫斯·奧列里烏斯统治时期起就不断入侵罗马领土的阿拉曼尼人越过了阿尔卑斯山並突破了多瑙河的羅馬帝國边境。由于羅馬軍事指揮官奧雷魯斯在梅蒂奧拉努（米蘭）的叛乱、加里恩努斯皇帝被暗殺以及奧雷魯斯和加里恩努斯临终时提名为皇帝的克勞狄之间的权力斗争，迫使罗马人削减边境的军队。克劳狄在围攻梅迪奥拉努时击败并杀死奧雷魯斯后率领他的军队与奧雷魯斯的残余部队一起向北与日耳曼人作战。   

## 戰役
战斗的细节尚不清楚，但未来的奥勒良皇帝在此戰出席。羅馬軍隊决定性胜利擊潰了阿勒曼尼人之后，克劳狄二世获得了「日耳曼尼亞的偉大勝利者」的称号。  大部分阿勒曼尼人在战场上被屠杀，其余的则撤退到帝国边界之外。 

## 後續
克劳狄二世在战斗结束后返回首都罗马处理国家事务。 阿勒曼尼人于271年再次返回意大利，并在普拉森提亞戰役中战胜了奥勒良皇帝，然后在法諾戰役中被奥勒良击败。